# Proterhinus tantali
Proterhinus tantali is een keversoort uit de familie Belidae. De wetenschappelijke naam van de soort is voor het eerst geldig gepubliceerd in 1935 door Perkins.